# Allenatori e presidenti dell'Associazione Sportiva Roma
Nella presente pagina sono riportate informazioni sugli allenatori e i presidenti dell'Associazione Sportiva Roma, società calcistica italiana per azioni con sede nella città di Roma.

## Allenatori

### Allenatori celebri

Nils Liedholm

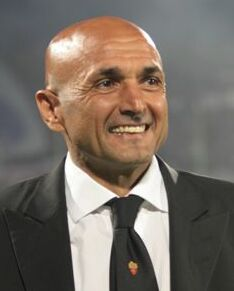
Luciano Spalletti

Lo svedese Nils Liedholm allenò la Roma in quattro periodi differenti. Durante il primo periodo, tra il 1974 e il 1977, sotto la presidenza di Gaetano Anzalone riuscì a conseguire uno storico terzo posto (il miglior risultato in Serie A dal campionato 1954-1955). Dopo aver vinto nel 1979 con il Milan lo scudetto "della stella", Dino Viola riuscì a riportarlo a Roma dove rimase fino al 1984: in questi cinque anni raggiunse lo scudetto nel campionato 1982-1983, tre Coppe Italia (1979-1980, 1980-1981, 1983-1984) e la finale di Coppa dei Campioni 1983-1984 persa ai rigori contro il Liverpool.
Tornò a Roma per altre due stagioni (1987-1988 e 1988-1989) raggiungendo un terzo posto. Infine, nel 1997 il presidente Franco Sensi lo richiamò per sostituire l'esonerato Carlos Bianchi in tandem con l'allenatore della squadra Primavera Ezio Sella. Con dodici stagioni è non solo l'allenatore più longevo ma anche quello più vincente della storia della Roma.
Luciano Spalletti ha guidato la squadra per sette campionati, dal 2005 al 2009 e dal 2016 al 2017 conquistando due Coppe Italia (2006-2007, 2007-2008) e una Supercoppa. Durante questo periodo ha raggiunto quattro secondi posti, un terzo posto e un sesto posto, due quarti e un ottavo di finale in UEFA Champions League, un ottavo di finale di UEFA Europa League. Durante la sua quinta stagione, si è dimesso dopo sole due giornate, per ritornare a gennaio 2016 dopo l'esonero di Rudi Garcia.
Con cinque stagioni, Fabio Capello e Helenio Herrera sono al terzo posto tra i mister più longevi della storia Roma: il primo, dopo aver vinto quattro campionati col Milan, conquistò nella capitale il terzo scudetto e una Supercoppa italiana; raggiunse inoltre due secondi posti, il secondo conquistò la Coppa Italia 1968-1969 e la Coppa Anglo-Italiana 1972.
I restanti sette trofei romanisti sono stati vinti da altrettanti allenatori. L'ungherese Alfréd Schaffer portò nella capitale il primo scudetto della storia.
Reduce da due Coppe dei Campioni col Real Madrid, Luis Carniglia vinse la finale della Coppa delle Fiere 1960-1961 raggiunta dalla squadra giallorossa nella stagione precedente sotto la guida tecnica di Alfredo Foni, arrivato dall'Inter dopo la conquista di due scudetti. La vittoria della Coppa Italia 1963-1964 avvenne sotto il tecnico argentino Juan Carlos Lorenzo, approdato dalla Lazio, il quale, pur vincendo la finale, non riuscì ad evitare l'esonero da parte del presidente Francesco Marini-Dettina. Josè Mourinho ha conquistato la UEFA Europa Conference League 2021-2022, primo trofeo internazionale riconosciuto dalla UEFA conquistato dal club.
Il tecnico francese Rudi Garcia nel campionato 2013-2014 ha raggiunto il record assoluto di dieci vittorie nelle prime dieci giornate ad avvio stagione, mentre lo svedese Nils Liedholm, tra le stagioni 1980-1981 e 1981-1982, stabilì il proprio record di 30 risultati utili consecutivi in campionato, frutto di quindici vittorie e quindici pareggi.

### Elenco cronologico
Di seguito l'elenco cronologico degli allenatori della Roma.
- 1927-1929  William Garbutt
- 1929-1930  Guido Baccani (1ª-7ª)
 Herbert Burgess (8ª-34ª)
- 1930-1931  Herbert Burgess
- 1931-1932  Herbert Burgess (1ª-9ª)
 János Baar (10ª-34ª)
- 1932-1933  János Baar (1ª-6ª)
 Lajos Kovács (7ª-34ª)
- 1933-1937  Luigi Barbesino
- 1937-1939  Guido Ara
- 1939-1940  Guido Ara (1ª-26ª)
 Alfréd Schaffer (27ª-30ª)
- 1940-1942  Alfréd Schaffer
- 1942-1943  Alfréd Schaffer (1ª-5ª; 7ª-10ª)
 Géza Kertész (6ª; 11ª-30ª)
- 1943-1945  Guido Masetti
- 1945-1947  Giovanni Degni
- 1947-1948  Imre Senkey (1ª-26ª)
 Luigi Brunella (27ª-40ª)
- 1948-1949  Luigi Brunella
- 1949-1950  Fulvio Bernardini (1ª-35ª)
 Luigi Brunella (36ª-38ª)
- 1950-1951  Adolfo Baloncieri (1ª-15ª)
 Pietro Serantoni (16ª-33ª)
 Guido Masetti (34ª-38ª)
- 1951-1952  Giuseppe Viani
- 1952-1953  Mario Varglien
- 1953-1954  Mario Varglien (1ª-8ª)
 Jesse Carver (9ª-34ª)
- 1954-1955  Jesse Carver
- 1955-1956  György Sárosi
- 1956-1957  György Sárosi (1ª-29ª)
 Guido Masetti (30ª-34ª)
- 1957-1958  Alec Stock (1ª-11ª)
 Gunnar Nordahl (12ª-34ª)
- 1958-1959  Gunnar Nordahl (1ª-7ª)
 György Sárosi (8ª-24ª)
 Gunnar Nordahl (25ª-34ª)
- 1959-1961  Alfredo Foni
- 1961-1962  Luis Carniglia
- 1962-1963  Luis Carniglia (1ª-7ª)
 Alfredo Foni (8ª-34ª)
- 1963-1964  Alfredo Foni (1ª-8ª)
 Naim Krieziu (10ª)
 Luis Miró (9ª,[14] 11ª-34ª)
- 1964-1965  Juan Carlos Lorenzo
- 1965-1968  Oronzo Pugliese
- 1968-1970  Helenio Herrera
- 1970-1971  Helenio Herrera (1ª-24ª)
 Luciano Tessari (25ª-30ª)
- 1971-1972  Helenio Herrera
- 1972-1973  Helenio Herrera (1ª-24ª)
 Antonio Trebiciani (25ª-30ª)
- 1973-1974  Manlio Scopigno (1ª-6ª)
 Nils Liedholm (7ª-30ª)
- 1974-1977  Nils Liedholm
- 1977-1978  Gustavo Giagnoni
- 1978-1979  Gustavo Giagnoni (1ª-6ª)
 Ferruccio Valcareggi (7ª-30ª)
- 1979-1984  Nils Liedholm
- 1984-1986  Sven-Göran Eriksson[15]
- 1986-1987  Sven-Göran Eriksson[15] (1ª-28ª)
 Angelo Sormani (29ª-30ª)
- 1987-1988  Nils Liedholm
- 1988-1989  Nils Liedholm (1ª-18ª)
 Luciano Spinosi (19ª-22ª)
 Nils Liedholm (23ª-34ª)
- 1989-1990  Luigi Radice
- 1990-1992  Ottavio Bianchi
- 1992-1993  Vujadin Boškov[16]
- 1993-1996  Carlo Mazzone
- 1996-1997  Carlos Bianchi (1ª-23ª)
 Nils Liedholm e  Ezio Sella (24ª-34ª)
- 1997-1999  Zdeněk Zeman
- 1999-2004  Fabio Capello
- 2004-2005  Cesare Prandelli (precampionato)
 Rudi Völler (1ª-4ª)
 Ezio Sella (ad interim, 2ª)[17]
 Luigi Delneri (5ª-28ª)
 Bruno Conti (ad interim, 29ª-38ª)
- 2005-2009  Luciano Spalletti
- 2009-2010  Luciano Spalletti (1ª-2ª)
 Claudio Ranieri (3ª-38ª)
- 2010-2011  Claudio Ranieri (1ª-26ª)
 Vincenzo Montella (27ª-38ª)
- 2011-2012  Luis Enrique
- 2012-2013  Zdeněk Zeman (1ª-23ª)
 Aurelio Andreazzoli (24ª-38ª)
- 2013-2015  Rudi Garcia
- 2015-2016  Rudi Garcia (1ª-19ª)
 Luciano Spalletti (20ª-38ª)
- 2016-2017  Luciano Spalletti
- 2017-2018  Eusebio Di Francesco
- 2018-2019  Eusebio Di Francesco (1ª-26ª)
 Claudio Ranieri (27ª-38ª)
- 2019-2021  Paulo Fonseca
- 2021-2023  José Mourinho
- 2023-2024  José Mourinho (1ª-20ª)
 Daniele De Rossi (21ª-38ª)
- 2024-2025  Daniele De Rossi (1ª-4ª)
 Ivan Jurić (5ª-12ª)
 Claudio Ranieri (13ª-38ª)
- 2025-  Gian Piero Gasperini

### Statistiche
I dati, aggiornati al 25 maggio 2025, includono tutte le partite ufficiali.
| Nome                 | Nazionalità | Stagioni | Periodo/i                                   | G   | V   | N   | P   | % V    | Note |
| -------------------- | ----------- | -------- | ------------------------------------------- | --- | --- | --- | --- | ------ | ---- |
| Aurelio Andreazzoli  | Italia      | 1        | 2013                                        | 17  | 9   | 4   | 4   | 52,94  |      |
| Guido Ara            | Italia      | 3        | 1937-1940                                   | 93  | 41  | 17  | 35  | 44,09  |      |
| János Baar           | Ungheria    | 2        | 1931-1932                                   | 31  | 14  | 7   | 10  | 45,16  |      |
| Guido Baccani        | Italia      | 1        | 1929                                        | 7   | 2   | 2   | 3   | 28,57  |      |
| Adolfo Baloncieri    | Italia      | 1        | 1950-1951                                   | 15  | 2   | 4   | 9   | 13,33  |      |
| Luigi Barbesino      | Italia      | 4        | 1933-1937                                   | 137 | 63  | 30  | 44  | 45,99  |      |
| Fulvio Bernardini    | Italia      | 1        | 1949-1950                                   | 35  | 11  | 16  | 18  | 31,42  |      |
| Carlos Bianchi       | Argentina   | 1        | 1996-1997                                   | 31  | 12  | 9   | 10  | 38,71  |      |
| Ottavio Bianchi      | Italia      | 2        | 1990-1992                                   | 103 | 44  | 37  | 22  | 42,72  |      |
| Vujadin Boškov       | Jugoslavia  | 1        | 1992-1993                                   | 52  | 19  | 19  | 14  | 36,54  |      |
| Luigi Brunella       | Italia      | 3        | 1948-1949, 1950                             | 56  | 69  | 13  | 25  | 32,14  |      |
| Herbert Burgess      | Inghilterra | 3        | 1929-1931                                   | 74  | 40  | 14  | 20  | 54,05  |      |
| Fabio Capello        | Italia      | 5        | 1999-2004                                   | 238 | 118 | 73  | 47  | 49,58  |      |
| Luis Carniglia       | Argentina   | 2        | 1961-1962                                   | 48  | 24  | 11  | 13  | 50,00  |      |
| Jesse Carver         | Inghilterra | 2        | 1953-1955                                   | 62  | 23  | 22  | 17  | 37,10  |      |
| Bruno Conti          | Italia      | 1        | 2005                                        | 15  | 2   | 5   | 8   | 13,33  |      |
| Giovanni Degni       | Italia      | 2        | 1945-1947                                   | 72  | 26  | 19  | 27  | 36,11  |      |
| Luigi Delneri        | Italia      | 1        | 2004-2005                                   | 31  | 11  | 8   | 12  | 35,48  |      |
| Daniele De Rossi     | Italia      | 2        | 2024                                        | 29  | 13  | 10  | 6   | 44,82  |      |
| Eusebio Di Francesco | Italia      | 2        | 2017-2019                                   | 87  | 46  | 18  | 23  | 52,87  |      |
| Sven-Göran Eriksson  | Svezia      | 3        | 1984-1987                                   | 123 | 58  | 36  | 29  | 47,15  |      |
| Alfredo Foni         | Italia      | 4        | 1959-1961, 1962-1963                        | 134 | 61  | 33  | 40  | 45,52  |      |
| Paulo Fonseca        | Portogallo  | 2        | 2019-2021                                   | 102 | 53  | 21  | 28  | 51,96  |      |
| William Garbutt      | Inghilterra | 2        | 1927-1929                                   | 65  | 32  | 16  | 17  | 49,23  |      |
| Rudi Garcia          | Francia     | 3        | 2013-2016                                   | 118 | 61  | 34  | 23  | 51,69  |      |
| Gian Piero Gasperini | Italia      | 1        | 2025-                                       | 0   | 0   | 0   | 0   | 0      |      |
| Gustavo Giagnoni     | Italia      | 2        | 1977-1978                                   | 44  | 14  | 13  | 17  | 31,82  |      |
| Helenio Herrera      | Argentina   | 5        | 1968-1971, 1971-1973                        | 192 | 65  | 73  | 54  | 33,85  |      |
| Ivan Jurić           | Croazia     | 1        | 2024                                        | 12  | 4   | 3   | 5   | 33,33  |      |
| Géza Kertész         | Ungheria    | 1        | 1942-1943                                   | 23  | 10  | 0   | 13  | 43,48  |      |
| Lajos Kovács         | Ungheria    | 1        | 1932-1933                                   | 28  | 12  | 10  | 6   | 42,86  |      |
| Naim Krieziu         | Albania     | 1        | 1963                                        | 2   | 2   | 0   | 0   | 100,00 |      |
| Luis Enrique         | Spagna      | 1        | 2011-2012                                   | 42  | 17  | 9   | 16  | 40,48  |      |
| Nils Liedholm        | Svezia      | 12       | 1973-1977, 1979-1984, 1987-1989, 1989, 1997 | 443 | 194 | 137 | 112 | 43,79  |      |
| Juan Carlos Lorenzo  | Argentina   | 1        | 1964-1965                                   | 42  | 11  | 18  | 13  | 26,19  |      |
| Luciano Lupi         | Italia      | 1        | 1989                                        | 4   | 0   | 2   | 2   | 0,00   |      |
| Guido Masetti        | Italia      | 3        | 1943-1945, 1951, 1957                       | 42  | 27  | 8   | 7   | 64,29  |      |
| Carlo Mazzone        | Italia      | 3        | 1993-1996                                   | 121 | 52  | 39  | 30  | 42,98  |      |
| Luis Miró            | Spagna      | 1        | 1963-1964                                   | 39  | 15  | 12  | 12  | 38,46  |      |
| Vincenzo Montella    | Italia      | 1        | 2011                                        | 16  | 7   | 4   | 5   | 43,75  |      |
| José Mourinho        | Portogallo  | 3        | 2021-2024                                   | 138 | 68  | 31  | 39  | 50,81  |      |
| Gunnar Nordahl       | Svezia      | 1        | 1957-1959                                   | 69  | 25  | 20  | 24  | 36,23  |      |
| Oronzo Pugliese      | Italia      | 3        | 1965-1968                                   | 115 | 37  | 38  | 40  | 32,17  |      |
| Luigi Radice         | Italia      | 1        | 1989-1990                                   | 40  | 18  | 13  | 9   | 45,00  |      |
| Claudio Ranieri      | Italia      | 4        | 2009-2011, 2019, 2024-2025                  | 132 | 75  | 27  | 30  | 56,82  |      |
| György Sárosi        | Ungheria    | 2        | 1955-1957                                   | 63  | 20  | 24  | 10  | 31,75  |      |
| Alfréd Schaffer      | Ungheria    | 4        | 1940-1942                                   | 84  | 36  | 29  | 19  | 42,86  |      |
| Manlio Scopigno      | Italia      | 1        | 1973                                        | 10  | 2   | 4   | 4   | 20,00  |      |
| Ezio Sella           | Italia      | 1        | 2004                                        | 1   | 0   | 0   | 1   | 0,00   |      |
| Imre Senkey          | Ungheria    | 1        | 1947-1948                                   | 25  | 8   | 5   | 12  | 32,00  |      |
| Pietro Serantoni     | Italia      | 1        | 1950-1951                                   | 18  | 5   | 3   | 10  | 27,78  |      |
| Angelo Sormani       | Italia      | 1        | 1987                                        | 2   | 0   | 0   | 2   | 0,00   |      |
| Luciano Spalletti    | Italia      | 7        | 2005-2009, 2016-2017                        | 299 | 172 | 63  | 64  | 57,53  |      |
| Alec Stock           | Inghilterra | 1        | 1957                                        | 11  | 4   | 6   | 1   | 36,36  |      |
| Luciano Tessari      | Italia      | 1        | 1971                                        | 14  | 5   | 5   | 4   | 35,71  |      |
| Antonio Trebiciani   | Italia      | 1        | 1973                                        | 7   | 0   | 4   | 3   | 0,00   |      |
| Ferruccio Valcareggi | Italia      | 1        | 1978-1979                                   | 24  | 7   | 9   | 8   | 29,17  |      |
| Mario Varglien       | Italia      | 2        | 1952-1953                                   | 42  | 15  | 15  | 12  | 35,71  |      |
| Giuseppe Viani       | Italia      | 1        | 1951-1952                                   | 38  | 22  | 9   | 7   | 57,89  |      |
| Rudi Völler          | Germania    | 1        | 2004                                        | 5   | 1   | 1   | 3   | 20,00  |      |
| Zdeněk Zeman         | Rep. Ceca   | 3        | 1997-1999, 2012-2013                        | 112 | 52  | 30  | 30  | 46,43  |      |

### Record

Helenio Herrera

Di seguito gli allenatori della Roma che hanno ottenuto record con la squadra capitolina.

#### Presenze in partite ufficiali
| Partite ufficiali - 439 Nils Liedholm - 298 Luciano Spalletti - 240 Fabio Capello - 190 Helenio Herrera - 163 Angelo Benedicto Sormani | Serie A - 332 Nils Liedholm - 207 Luciano Spalletti - 170 Fabio Capello - 138 Helenio Herrera - 124 Luigi Barbesino               | Serie B - 38 Giuseppe Viani |
| Coppa Italia - 72 Nils Liedholm - 29 Helenio Herrera - 26 Luciano Spalletti - 21 Fabio Capello - 16 Ottavio Bianchi                    | Coppe europee - 56 Luciano Spalletti - 48 Fabio Capello - 36 José Mourinho - 35 Nils Liedholm - 23 Paulo Fonseca, Claudio Ranieri |                             |

#### Vittorie in partite ufficiali

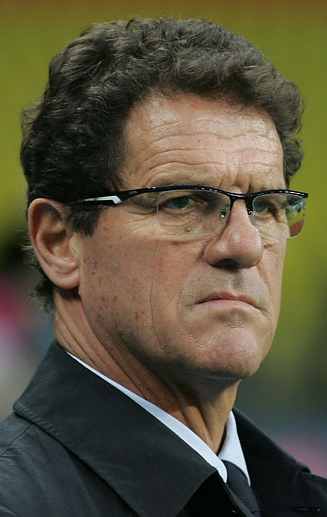
Fabio Capello

| Partite ufficiali - 192 Nils Liedholm - 171 Luciano Spalletti - 118 Fabio Capello - 75 Claudio Ranieri - 68 José Mourinho | Serie A - 136 Nils Liedholm - 125 Luciano Spalletti - 89 Fabio Capello - 58 Claudio Ranieri - 54 Rudi Garcia        | Serie B - 22 Giuseppe Viani |
| Coppa Italia - 41 Nils Liedholm - 17 Luciano Spalletti - 15 Helenio Herrera - 9 Ottavio Bianchi - 8 Fabio Capello         | Coppe europee - 28 Luciano Spalletti - 21 José Mourinho - 20 Fabio Capello, Eusebio Di Francesco - 15 Nils Liedholm |                             |

#### Stagioni e trofei
| Stagioni - 12 Nils Liedholm (1973-1977, 1979-1984, 1987-1989, 1996-1997) - 7 Luciano Spalletti (2005-2009, 2015-2017) - 5 Helenio Herrera (1968-1973), Fabio Capello (1999-2004) - 4 Luigi Barbesino (1933-1937), Claudio Ranieri (2009-2011, 2018-2019, 2024-2025) | Trofei - 4 Nils Liedholm (Coppa Italia 1979-1980, Coppa Italia 1980-1981, Serie A 1982-1983, Coppa Italia 1983-1984) - 3 Luciano Spalletti (Coppa Italia 2006-2007, Supercoppa italiana 2007, Coppa Italia 2007-2008) - 2 Helenio Herrera (Coppa Italia 1968-1969, Coppa Anglo-Italiana 1972), Fabio Capello (Serie A 2000-2001, Supercoppa italiana 2001) - 1 William Garbutt (Coppa CONI 1928), Alfréd Schaffer (Serie A 1941-1942), Luis Carniglia (Coppa delle Fiere 1960-1961), Juan Carlos Lorenzo (Coppa Italia 1963-1964), Luciano Tessari (Trofeo Nazionale di Lega Armando Picchi 1971), Sven-Göran Eriksson (Coppa Italia 1985-1986), Ottavio Bianchi (Coppa Italia 1990-1991), José Mourinho (UEFA Europa Conference League 2021-2022) |

### Riconoscimenti
Di seguito i nominativi degli allenatori militanti nella Roma destinatari di riconoscimenti conferiti dagli organismi calcistici nazionali e internazionali.

#### A livello nazionale
| Seminatore d'oro 1. Nils Liedholm (1975, 1984) | Oscar del Calcio AIC ** - Migliore allenatore in assoluto: 1. Luciano Spalletti (2006, 2007) | Panchina d'oro *** 1. Fabio Capello (2001) |

- Miglior gesto di fair play:
- Claudio Ranieri (2024-2025)

(*) Trofeo assegnato dalla Federazione Italiana Giuoco Calcio (FIGC) dal 1955 al 1990 al miglior allenatore del calcio italiano.
(**) Trofeo assegnato dall'Associazione Italiana Calciatori (AIC) dal 1997.
(***)Trofeo assegnato dall'Associazione Italiana Allenatori Calcio (AIAC) dalla stagione 1990-1991 al miglior allenatore del campionato italiano di Serie A.
(****) Trofe istituito dalla Lega Nazionale Professionisti Serie A (LNPA) dal 2019.

## Presidenti

### Presidenti celebri
Nella storia romanista si sono avvicendati 24 presidenti; il più longevo è stato Franco Sensi, a capo della Magica dal 1993 al 2008, anno della sua morte. È anche il più vincente per trofei, alla pari di Dino Viola: quest'ultimo ha vinto uno scudetto (1982-1983) e quattro Coppe Italia, mentre Sensi uno scudetto (2000-2001), due Coppe Italia e due Supercoppe italiane. Gli unici presidenti ad aver vinto un trofeo internazionale sono Gaetano Anzalone (Coppa Anglo-Italiana 1972), Anacleto Gianni (Coppa delle Fiere 1960-1961) e Dan Friedkin (UEFA Europa Conference League 2021-2022). Thomas DiBenedetto, dopo l'acquisizione del club nel 2011, è diventato il primo presidente straniero della storia giallorossa.

#### Italo Foschi

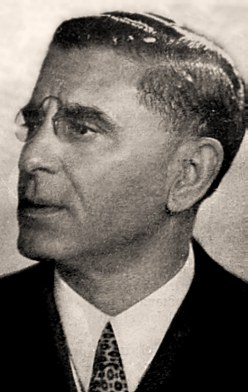
Italo Foschi

Nato a Corropoli, sportivo praticante (lotta greco-romana in particolare, ma anche scherma e calcio), approdò al fascismo dopo aver militato durante la prima guerra mondiale nelle file dell'interventismo e del nazionalismo italiano, partecipò alla fondazione sia della Sambenedettese (1923, per fusione di altre tre squadre) sia della Società Sportiva Giuliese, la prima società calcistica di Giulianova (1924).
A Roma, Foschi diventò presidente della Fortitudo Pro Roma e nella primavera del 1927 avviò con l'Alba Audace del deputato Ulisse Igliori e con il Roman dell'avvocato Vittorio Scialoja le trattative per la fusione di tre squadre capitoline: il 7 giugno a Roma, nella palazzina acquistata dalla Famiglia Foschi nel 1911, sita in Via Forlì 16 (adiacente a Viale Regina Elena), fu ratificato l'accordo che diede vita all'Associazione Sportiva Roma (il primo ordine del giorno con la divisione delle cariche societarie è stilato il 22 luglio 1927, in via degli uffici del vicario 35), di cui venne nominato primo presidente lo stesso Italo Foschi.

#### Renato Sacerdoti

Renato Sacerdoti

Sacerdoti ebbe un ruolo molto importante nella trattativa tra le società Alba, Fortitudo e Lazio che nel 1927 avrebbe portato alla nascita della Lupa; la difficile trattativa sulla fusione aveva nei debiti che le tre società volevano vedersi riconosciuti un ostacolo che poteva essere decisivo per far fallire la trattativa. L'ostacolo fu superato allorché i dirigenti del Roman vennero convocati da Italo Foschi in sostituzione dei dirigenti della Lazio. Renato Sacerdoti e Pietro Crostarosa (tramite le banche delle quali erano referenti) garantirono le somme di denaro necessarie per colmare i debiti ed immisero nel nascituro club il denaro necessario per rinforzare la nuova squadra.
Subentrò nel 1928 ad Italo Foschi come commissario straordinario e sotto la sua presidenza che la Roma affrontò l'ultimo campionato prima dell'avvento del girone unico e venne costruito Campo Testaccio. La sua prima presidenza terminò nel 1935,  anno in cui, poiché ebreo, venne fatto vittima di campagne di stampa ed in seguito arrestato e mandato al confino. Terminata la seconda guerra mondiale Renato Sacerdoti rientrò nell'organico della società sportiva, dapprima come "eminenza grigia", poi, nel 1949, come vicepresidente; con la Roma nella serie cadetta Renato Sacerdoti venne richiamato alla presidenza della società e ne rimarrà a capo fino al 1958.

#### Antonio Scialoja
Dopo il primo abbandono di Sacerdoti, Scialoja farà da traghettatore nel 1935 prima dell'arrivo di Betti.

#### Igino Betti
In seguito alla breve presidenza di Sciajola, nel novembre 1935 Betti passò al comando. Portò nella capitale Alfréd Schaffer, l'allenatore del primo scudetto. Nel 1941 lasciò la presidenza giallorossa ma nel 1957 creò la fondazione omonima, per donare i fitti del suo immobile a chi ne aveva veramente merito.

#### Edgardo Bazzini
Nato a Parma, successore di Betti dal 10 giugno 1941, ex funzionario dell'Agip noto soprattutto per essere il presidente del primo scudetto romanista nella stagione 1941-1942. Seguirono stagioni difficili e nel 1944 Bazzini lasciò la presidenza.

#### Pietro Baldassarre
Nel giugno 1944 venne nominato commissario straordinario, mentre il 18 novembre diventò ufficialmente presidente. Il periodo a capo della Lupa fu difficile, trovandosi la squadra a elevata distanza dalle squadre che occupavano le prime posizioni e non riuscendo a superare il 14º posto.

#### Pier Carlo Restagno

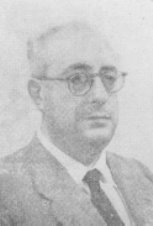
Pier Carlo Restagno

Il 20 giugno 1949 Restagno e altri soci rilevarono la società e il torinese ne diventò presidente, per poi dimettersi nel 1952. Degna di nota durante la sua presidenza la prima e unica retrocessione dei Capitolini in Serie B nella stagione 1950-1951 e la sua immediata promozione l'annata successiva.

#### Romolo Vaselli
Pochi giorni dopo la promozione giallorossa, Romolo Vaselli diventò il nuovo presidente, ma rimase a capo del club per soli quattro mesi per via delle polemiche da parte dei tifosi che lo spingeranno a dimettersi e a lasciare il posto a Sacerdoti.

#### Anacleto Gianni
Successe a Sacerdoti, nel 1958, e fu soprannominato "Anacleto Quinto" per contrassegnare una serie di piazzamenti della squadra al quinto posto in campionato che caratterizzeranno la sua gestione. Nonostante le spese nel calciomercato, l'unico trofeo ottenuto fu la Coppa delle Fiere 1960-1961. Si dimetterà nel 1962 lasciando il posto a Francesco Marini-Dettina.

#### Francesco Marini-Dettina
Marini-Dettina prese le redini della Lupa dopo Gianni: fu durante la sua gestione che il club capitolino conquistò la sua prima Coppa Italia (stagione 1963-1964). Inoltre fu con lui che si ebbe la "colletta del Sistina", a metà degli anni 1960, ovvero una colletta per la società che era sull'orlo del fallimento; Marini-Dettina aveva rifiutato la somma ottenuta (che era però insufficiente), ma l'immagine del club venne compromessa.

#### Franco Evangelisti

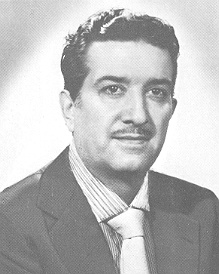
Franco Evangelisti

Politico di professione, Evangelisti diventò presidente giallorosso dopo la lasciata di Dettina, nel 1965, quando la società era in grave crisi finanziaria, è conosciuto per essere stato il presidente che, dopo alcune importanti cessioni, completò il piano di risanamento delle casse societarie, trasformando la Magica in una società per azioni.

#### Francesco Ranucci e Alvaro Marchini
A seguito delle dimissioni nel giugno 1968 di Evangelisti, subentrò Francesco Ranucci che mantenne la carica fino al 20 dicembre, quando gli successe Alvaro Marchini. Durante la sua presidenza è da ricordare la seconda Coppa Italia conquistata dal club capitolino.

#### Gaetano Anzalone
Membro del consiglio comunale di Roma e imprenditore edile, giunse nel mondo del calcio come dirigente sportivo dell'Ostia Mare, in seguito diventò massimo dirigente del settore giovanile della Roma. Rilevò il 13 giugno 1971 la proprietà giallorossa divenendone presidente.
Durante il periodo in carica, la Roma, ribattezzata "Rometta", oscillò costantemente in posizioni di media classifica, fatta eccezione per i campionati 1974-1975, quando si classificò al terzo posto, e 1978-1979, durante il quale ottenne la salvezza solo alla penultima giornata. Nonostante i risultati non soddisfacenti, i Giallorossi conquistarono, nel 1972, il loro secondo trofeo internazionale, la Coppa Anglo-Italiana.

#### Dino e Flora Viola

Dino Viola

Dino Viola nacque a Terrarossa, frazione di Licciana Nardi in Lunigiana, a Roma diventò uno dei dirigenti del club e nei primi anni 1970, sotto la presidenza Anzalone, rilevò la società il 16 maggio 1979. Nei suoi undici anni e otto mesi di presidenza la Roma vinse un campionato italiano (1982-1983) ottenendo inoltre tre secondi posti (1980-1981, 1983-1984 e 1985-86), cinque Coppe Italia (1979-1980, 1980-81, 1983-84, 1985-86 e 1990-1991), una finale di Coppa dei Campioni, una di Coppa UEFA.
Morì a Roma il 19 gennaio del 1991 per un tumore all'intestino e fino all'aprile dello stesso anno gli successe la moglie Flora, prima donna presidente di una squadra di Serie A.

#### Giuseppe Ciarrapico e Ciro Di Martino
A Flora Viola successe Giuseppe Ciarrapico, la cui presidenza fu caratterizzata in un periodo di caos societario, acuito con l'arresto nel 1993 dello stesso presidente. Dal maggio al novembre 1993 si ebbe l'"interregno" di Ciro Di Martino.

#### Franco e Rosella Sensi

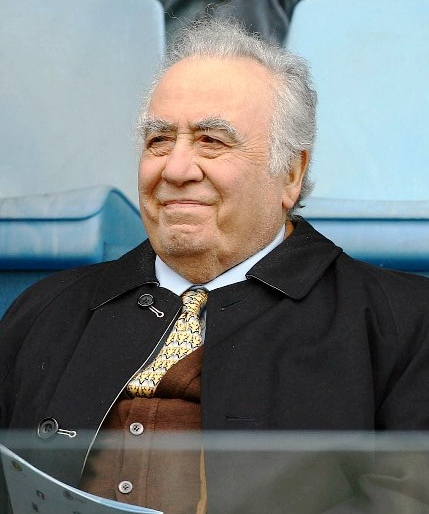
Franco Sensi

La Roma venne rilevata nel 1993 da Franco Sensi, imprenditore di Roma. Sotto la sua gestione la Magica ha vinto uno scudetto (2000-2001), due Supercoppe italiane (2001 e 2007) e due Coppe Italia (2006-2007 e 2007-2008) oltre che cinque secondi posti (2001-2002, 2003-2004, 2005-2006, 2006-2007 e 2007-2008).
Dopo una lunga malattia, morì la sera del 17 agosto 2008 all'età di 82 anni al Policlinico Agostino Gemelli di Roma, dove si trovava ricoverato da qualche settimana per problemi respiratori; gli successe la figlia Rosella, che rimase in carica fino alla fine della stagione 2010-2011.

#### Thomas DiBenedetto e James Pallotta
All'inizio della stagione 2011-2012 viene perfezionata la cessione della società a un gruppo di imprenditori statunitensi (con una breve parentesi di presidenza di Roberto Cappelli) guidato inizialmente da Thomas DiBenedetto e dal 2012 al 2020 da James Pallotta, i cui migliori risultati sono tre secondi posti e una semifinale di Champions League.

#### Dan Friedkin
Il 17 agosto 2020 un ulteriore gruppo imprenditoriale americano, "The Friedkin Group", ha perfezionato l'acquisizione del pacchetto di maggioranza della Roma, circa l'86,6% del capitale sociale, attraverso la "Romulus and Remus Investments" (società costituita ai sensi delle leggi del Delaware). Il primo presidente della nuova proprietà è Dan Friedkin, amministratore delegato della Gulf States Toyota Distributors che al suo secondo anno di presidenza vince la UEFA Europa Conference League 2021-2022.

### Elenco cronologico
Di seguito l'elenco cronologico dei presidenti della Roma.
- 1927-1928  Italo Foschi
- 1928-1935  Renato Sacerdoti
- 1935  Antonio Scialoja
- 1935-1941  Igino Betti
- 1941-1944  Edgardo Bazzini
- 1944-1949  Pietro Baldassarre
- 1949-1952  Pier Carlo Restagno
- 1952  Romolo Vaselli
- 1952-1958  Renato Sacerdoti
- 1958-1962  Anacleto Gianni
- 1962-1965  Francesco Marini-Dettina
- 1965-1968  Franco Evangelisti
- 1968  Francesco Ranucci
- 1968-1971  Alvaro Marchini
- 1971-1979  Gaetano Anzalone
- 1979-1991  Dino Viola
- 1991  Flora Viola
- 1991-1993  Giuseppe Ciarrapico
- 1993  Ciro Di Martino
- 1993-2008  Franco Sensi
- 2008-2011  Rosella Sensi
- 2011  Roberto Cappelli
- 2011-2012  Thomas DiBenedetto
- 2012-2020  James Pallotta
- 2020-  Dan Friedkin

### Record
Di seguito i presidenti della Roma che hanno ottenuto record con la squadra capitolina.
| Anni di presidenza - 15 Franco Sensi (1993-2008) - 13 Renato Sacerdoti (1928-1935, 1952-1958) - 12 Dino Viola (1979-1991) - 8 Gaetano Anzalone (1971-1979) - 8 James Pallotta (2012-2020) | Trofei - 6 Dino Viola (Coppa Italia 1979-1980, Coppa Italia 1980-1981, Serie A 1982-1983, Coppa Italia 1983-1984, Coppa Italia 1985-1986, Coppa Italia 1990-1991) - 5 Franco Sensi (Serie A 2000-2001, Supercoppa italiana 2001, Coppa Italia 2006-2007, Supercoppa italiana 2007, Coppa Italia 2007-2008) - 1 Italo Foschi (Coppa CONI 1928), Edgardo Bazzini (Serie A 1941-1942), Anacleto Gianni (Coppa delle Fiere 1960-1961), Francesco Marini-Dettina (Coppa Italia 1963-1964), Alvaro Marchini (Coppa Italia 1968-1969), Dan Friedkin (UEFA Europa Conference League 2021-2022) |

### Videografia
- Manuela Romano (a cura di), La storia della A.S. Roma (10 DVD-Video), Corriere dello Sport, Rai Trade, 2006.